# Ильченко, Элиас
Элиас (Илья Сергеевич) Ильченко (брет. Elias Iltchenco, укр. Ілля Ільченко; 13 февраля 1905, село Кривой Рог, юг Украины, Российская империя — 1982, округ Эребангу, Риу-Гранди-ду-Сул, Бразилия) — анархист из Украины, иммигрировавший в Бразилию.

## Жизнеописание
Бразильские источники указывают, что Ильченко родился в «деревне Кривой Рог Херсонской области, в 90 км от Одессы» (província de Kerson, vila Krivoi-Rog, a 90 km de Odessa), что ошибочно — хотя речь идёт о селе Кривой Рог, а не одноимённом городе, но оно тоже существенно дальше от Одессы.
Илья прибыл в Бразилию в 1909 году ещё ребёнком со своей бедной крестьянской семьёй православного вероисповедания: «Двадцать семей украинских крестьян продали все, что у них было, и отплыли сюда, сделав остановку в Лондоне. Элиас Ильченко прибыл с ними». Есть свидетельства, что они бежали от голода, который в то время бушевал в Восточной Европе.
Его отец Сергей/Сержиу был председателем местного Союза русских сельскохозяйственных рабочих (секретарём — Павел/Паулу Ушаков, казначеем — Семён/Симау Полубояринов). Будучи убеждённым анархистом, Илья/Элиас подвергался яростным преследованиям в Эребанго, где жили преимущественно итальянские иммигранты, а его часто принимали за коммуниста из-за восточноевропейского происхождения.
Он стал частью Свободного сообщества Эребангу, образованного украинскими и русскими крестьянами и анархистами в Риу-Гранди-ду-Сул. Он был полиглотом, выучившим португальский, испанский и эсперанто вместе с другими крестьянами общины Эребангу, читая анархистскую классику и либертарные периодические издания, полученные через переписку общины с другими анархистскими организациями как в Бразилии, так и за рубежом.
С юных лет он был вовлечён в анархо-синдикалистское движение крестьянства, состоявшее в основном из изгнанников из Российской империи в Южную Америку, которые образовали значительную сеть, в основном между южной Бразилией, Аргентиной, Мексикой, Уругваем и Соединенными Штатами.
Будучи эрудитом-самоучкой, он собрал обширную библиотеку левой либертарной литературы на нескольких языках — с редкими томами и периодическими изданиями с четырёх континентов. Прожив всю свою взрослую жизнь в Эребангу, он вписал своё имя в историю анархизма в Бразилии.
В письме, адресованном Эдгару Родригесу в 1961 году, Ильченко уже показывает, что Свободное сообщество Эребанго распалось некоторое время назад, и в регионе не осталось даже «единомышленников», так что ему оставалось поддерживать общение на расстоянии с товарищами из более отдалённых мест вроде Монтевидео, Буэнос-Айреса, Нью-Йорка и Детройта.
Он умер в возрасте 77 лет, оставив в Риу-Гранди-ду-Сул 11 детей. Одна из его дочерей указала, что её отец не говорил об анархизме со своими детьми — возможно, опасаясь репрессий властей против левых. Его исторический архив, собранный на протяжении всей жизни, был передан в ведение архивиста и историка Эдгара Родригеса в 1982 году.